# アルベルト・ロドリゲス (1974年生のサッカー選手)
アルベルト・ロドリゲス（Alberto Rodríguez Barrera、1974年4月1日 - ）は、メキシコの元サッカー選手。元メキシコ代表。ポジションはディフェンダー。

## 来歴
2001年7月にコパ・アメリカ2001でメキシコ代表デビュー、5試合に出場し準優勝した。2002 FIFAワールドカップのメンバーにも選ばれた。2005年までに14試合に出場した。

## 代表歴

### 出場大会
- メキシコ代表
  - 2002 FIFAワールドカップ

### 試合数
- 国際Aマッチ 14試合 0得点（2001年-2005年）[1]

| メキシコ代表 | 国際Aマッチ | 国際Aマッチ |
| 年           | 出場        | 得点        |
| ------------ | ----------- | ----------- |
| 2001         | 9           | 0           |
| 2002         | 4           | 0           |
| 2003         | 0           | 0           |
| 2004         | 0           | 0           |
| 2005         | 1           | 0           |
| 通算         | 14          | 0           |